# Coffret 3 disques : Une femme amoureuse
Coffret 3 disques : Une femme amoureuse est un coffret composé de trois 33 tours paru chez Philips regroupant 36 grands succès de la chanteuse française Mireille Mathieu de 1966 à 1980.

## Chansons de la compilation
| No  | Titre                                  | Auteur                                                                | Durée |
| --- | -------------------------------------- | --------------------------------------------------------------------- | ----- |
| 1.  | Mon credo                              | André Pascal, Paul Mauriat                                            | 2:48  |
| 2.  | Qu'elle est belle                      | Pierre Delanoé, Richard Ahler, Eddie Snyder                           | 2:14  |
| 3.  | Viens dans ma rue                      | André Pascal, Paul Mauriat                                            | 2:29  |
| 4.  | Un homme et une femme                  | Pierre Barouh, Francis Lai                                            | 2:54  |
| 5.  | La dernière valse                      | Hubert Ithier, Les Reed                                               | 3:06  |
| 6.  | J'ai gardé l'accent                    | Gaston Bonheur, Jean Bernard                                          | 3:28  |
| 7.  | La Première Étoile                     | André Pascal, Paul Mauriat                                            | 3:26  |
| 8.  | Au bal du grand amour                  | Pierre-André Dousset, Christian Gaubert                               | 2:26  |
| 9.  | Pourquoi le monde est sans amour       | Jean Schmitt, Patricia Carli                                          | 3:23  |
| 10. | L'homme qui sera mon homme             | Jean-Loup Dabadie, Pierre de Senneville, Olivier Toussaint            | 2:48  |
| 11. | Pardonne-moi ce caprice d'enfant       | Patricia Carli                                                        | 2:55  |
| 12. | Donne ton cœur, donne ta vie           | Patricia Carli                                                        | 2:45  |
| 13. | Mille fois bravo                       | Pierre-André Dousset, Bracardi                                        | 3:04  |
| 14. | Acropolis Adieu                        | Catherine Desage, Christian Bruhn                                     | 3:25  |
| 15. | Une histoire d'amour                   | Catherine Desage, Francis Lai                                         | 3:00  |
| 16. | En frappant dans nos mains             | Hubert Ithier, Georges Moroder                                        | 3:42  |
| 17. | C'est l'amour et la vie que je te dois | Frank Gérald, Patricia Carli                                          | 2:46  |
| 18. | Emmène-moi demain avec toi             | Lana & Paul Sébastian, Michaele                                       | 4:08  |
| 19. | La Paloma adieu                        | Catherine Desage, Sébastian Yradier, Christian Bruhn, Georges Buschor | 3:49  |
| 20. | Le vent de la nuit                     | Catherine Desage, Christian Bruhn, Georges Buschor                    | 4:14  |
| 21. | Mon homme                              | Albert Willemetz, Maurice Yvain                                       | 3:19  |
| 22. | Folle, folle, follement heureuse       | Charles Aznavour, Tony Renis                                          | 3:38  |
| 23. | On ne vit pas sans se dire adieu       | Henri Dijan, Zacar                                                    | 4:19  |
| 24. | Apprends-moi                           | Henri Dijan, Polizzy, Natili, Ramoino                                 | 4:01  |
| 25. | Tous les enfants chantent avec moi     | Eddy Marnay, Bobby Goldsboro                                          | 3:24  |
| 26. | Et tu seras poète                      | Jean-Pierre Lang, René Vincent                                        | 4:20  |
| 27. | Ma mélodie d'amour                     | Boris Bergman, Georges Buschor, Henri Meyer                           | 3:08  |
| 28. | Ciao Bambino, Sorry                    | Pierre Delanoé, Vito Pallavicini, Toto Cutugno                        | 2:50  |
| 29. | Amour défendu                          | Eddy Marnay, Christian Bruhn                                          | 3:26  |
| 30. | Mille colombes                         | Eddy Marnay, Christian Bruhn                                          | 3:49  |
| 31. | Santa Maria de la Mer                  | Eddy Marnay, Christian Bruhn                                          | 3:37  |
| 32. | À Blue Bayou                           | Roy Orbison, Joe Melson                                               | 3:57  |
| 33. | Le village oublié                      | Eddy Marnay, Christian Bruhn                                          | 3:53  |
| 34. | Un enfant viendra                      | Eddy Marnay, Christian Bruhn                                          | 3:31  |
| 35. | Les pianos du paradis                  | Eddy Marnay, N. Sedaka, H. Greenfield                                 | 2:38  |
| 36. | Une femme amoureuse                    | Eddy Marnay, Barry Gibb, Robin Gibb                                   | 4:04  |